# بارنسدال (اکلاهما)
بارنسدال(به انگلیسی: Barnsdall) شهری در ایالت اکلاهما کشور ایالات متحده آمریکا است که جمعیت آن در سرشماری سال ۲۰۱۰ میلادی، ۱٬۲۴۳ نفر بوده‌است.